# Навозник (род грибов)
Наво́зник, или Ко́принус (лат. Coprinus) — род грибов семейства Шампиньоновые (Agaricaceae).  

## Таксономия
Род описан Х. Персоном и отнесён им к семейству пластинчатых, или агариковых грибов (Agaricaceae). В первой половине XX века Coprinus стал типовым родом семейства Навозниковые (Coprinaceae), в которое вошли ещё несколько родов, схожих по некоторым признакам строения плодовых тел и по экологии. Филогенетические исследования конца XX века выявили неоднородность навозниковых, и роды, включённые в это семейство, были распределены между другими семействами. Большинство видов рода Coprinus были перенесены в роды Навозничек (Coprinellus), Coprinopsis и Parasola семейства Псатирелловые (Psathyrellaceae), оставшиеся считаются принадлежащими к семейству агариковых, по Персону. Состав рода активно пересматривается. В 10 издании «Словаря грибов Эйнсуорта и Бисби» (2008) число видов указано около 10; согласно чеклисту 2010 года, число видов около 25.

## Морфология
Морфология рода Coprinus sensu lato, то есть до пересмотра его систематического положения.
Плодовые тела шляпконожечные, с центральной ножкой, преимущественно мелких и средних размеров, у отдельных видов до крупных.
Шляпка колокольчатой, конической или выпуклой формы, редко раскрывается до плоской. Поверхность может быть голая, чаще покрыта чешуйками, хлопьями.
Мякоть шляпки тонкомясистая, иногда практически отсутствует, ножки — волокнистая.
Ножка гладкая, цилиндрическая, удлинённая, обычно полая.
Гименофор пластинчатый, пластинки тонкие, частые, у молодых плодовых тел могут быть белые или светлые, при созревании чернеют.
Остатки покрывал могут иметь вид налёта на шляпке в форме хлопьев или чешуек, иногда очень мелких, или отсутствуют. Иногда имеется быстро спадающее узкое плёнчатое кольцо на ножке, редко на основании её заметны небольшие остатки вольвы.
Споровый порошок чёрный.
Для большинства видов характерен автолиз пластинок и всей шляпки после созревания спор.

## Экологические особенности
Сапротрофы растут на субстратах, богатых питательными веществами: на кучах навоза (копрофильные грибы), перегноя, на плодородной, богатой гумусом почве, гниющей древесине и растительных остатках.

## Практическое значение
Большинство видов несъедобно из-за слишком мелких размеров и тонкой мякоти, некоторые, возможно, слабо ядовиты.
Навозник белый условно съедобен, в некоторых странах считается деликатесным. 
Некоторые грибы (Навозник серый) при употреблении с алкогольными напитками могут вызывать отравление.
Жидкость, образующуюся при аутолизе некоторых видов навозника, использовали для приготовления чернил.

## Виды
- Coprinus alopecius
- Coprinus astroideus
- Coprinus cinnamomeotinctus
- Coprinus colensoi
- Coprinus comatus typus — Навозник белый, или лохматый, или чернильный гриб белый
- Coprinus coopertus
- Coprinus griseofoetidus
- Coprinus grossii
- Coprinus microsporus
- Coprinus nemoralis
- Coprinus quadrifidus
- Coprinus semilanatus
- Coprinus sterquilinus
- Coprinus velox

### Некоторые виды, перенесённые в другие роды
- Coprinellus angulatus (= Coprinus angulatus — Навозник корончатоспоровый)
- Coprinellus disseminatus (= Coprinus disseminatus — Навозник рассеянный)
- Coprinellus domesticus (= Coprinus domesticus — Навозник домашний)
- Coprinellus ephemerus (= Coprinus ephemerus — Навозник эфемерный, или подёнка)
- Coprinellus micaceus (= Coprinus micaceus — Навозник мерцающий)
- Coprinellus tardus (= Coprinus tardus, Coprinus silvaticus)
- Coprinellus truncorum (= Coprinus truncorum — Навозник ивовый)
- Coprinellus xanthotrix (= Coprinus xanthotrix — Навозник золотистый)
- Coprinopsis acuminata (= Coprinus acuminatus)
- Coprinopsis atramentaria (= Coprinus atramentarius — Навозник серый, или Чернильный гриб серый, или Навозник чернильно-серый)
- Coprinopsis bellula ( Coprinus bellulus)
- Coprinopsis cinerea (= Coprinus cinereus — Навозник обыкновенный, или Навозник пепельно-серый = Coprinus fimetarius — Навозник копрофильный)
- Coprinopsis cordispora ( Coprinus cordisporus)
- Coprinopsis cortinata ( Coprinus cortinatus)
- Coprinopsis cothurnata (= Coprinus cothurnatus)
- Coprinopsis ephemeroides ( Coprinus ephemeroides)
- Coprinopsis extinctoria ( Coprinus extinctorius — Навозник красильный)
- Coprinopsis foetidella ( Coprinus foetidellus)
- Coprinopsis friesii (= Coprinus friesii)
- Coprinopsis kubickae (= Coprinus amphibius, Coprinus kubickae)
- Coprinopsis lagopus (= Coprinus lagopus — Навозник пушистый, или мохноногий)
- Coprinopsis narcotica (= Coprinus narcoticus — Навозник наркотический)
- Coprinopsis nivea (= Coprinus niveus — Навозник белоснежный)
- Coprinopsis picacea (= Coprinus picaceus — Навозник сорочий, или смолистый, или пёстрый)
- Coprinopsis poliomalla ( Coprinus poliomallus)
- Coprinopsis pseudoradiata ( Coprinus pseudoradiatus)
- Coprinopsis stercorea (= Coprinus stercoreus)
- Coprinopsis variegata ( Coprinus variegatus)
- Parasola auricoma (=  Coprinus auricomus)
- Parasola kuehneri (=  Coprinus kuehneri)
- Parasola leucocephala (=  Coprinus leucocephalus)
- Parasola nudiceps (=  Coprinus nudiceps)
- Parasola plicatilis (=  Coprinus plicatilis — Навозник складчатый)
- Parasola schroeteri (=  Coprinus schroeteri)

### ?
- Coprinus digitalis — Навозник пальцевидный